# Böhlen
Böhlen je město v německé spolkové zemi Sasko. Nachází se jižně od Lipska v zemském okrese Lipsko a má přibližně 6 900 obyvatel.
Nejvýznamnějšími místy ve městě jsou malé letiště a elektrárna. Nachází se v nově vybudovaném Neuseenlandu, rekultivačních jezerech vytvořených na místech, kde v minulosti probíhala povrchová těžba.

## Dějiny
První doložená zmínka o Böhlenu pochází z roku 1353, ačkoli oblast byla osídlena již v 7. století. Název města je odvozen od slovanského slova bely (bílý, jasný, lesklý). Panství je poprvé zmiňováno v roce 1548. Zámek, místními nazývaný hrad, byl postaven v 16. století. První doklady týkající se místního kostela pocházejí z roku 1540, i když stavba obsahuje románské části. Morovou epidemii během třicetileté války údajně přežily jen dvě rodiny.
V roce 1842 byla v Böhlenu otevřena stanice železnice Lipsko-Hof. V roce 1879 byla postavena školní budova s pěti třídami. Do roku 1856 patřil Böhlen k okresu Pegau, poté do roku 1875 k soudnímu okresu Zwenkau a od té doby náleží k okresu Lipsko.
Teprve od 20. let 20. století se obec rozvíjela jako průmyslová lokalita, především díky hnědému uhlí, které se v oblasti nacházelo. V roce 1924 byl západně od Böhlenu otevřen v té době jeden z největších hnědouhelných dolů na světě. Byl vybaven dopravníkovým mostem o délce 200 m a výšce 50 m.
Ke konci druhé světové války zde byl zřízen pobočný tábor koncentračního tábora Buchenwald, kde 800 vězňů pracovalo na nucených pracích v závodě Braunkohle-Benzin AG. Kvůli strategicky důležitému průmyslu byl Böhlen v letech 1944/1945 vystaven těžkým leteckým útokům.
Hlavní průmyslové podniky byly po druhé světové válce převedeny pod sovětskou správu a v roce 1952 byly vráceny NDR. V témže roce byl otevřen Kulturhaus, místní kulturní centrum. Administrativním sloučením elektrárny, závodů na zpracování uhlí a závodu na výrobu motorových paliv vznikl veřejně vlastněný kombinát "Otto Grotewohl". Dne 7. října 1964 získal Böhlen statut města.
Chemické závody převzala v roce 1995 společnost Dow Olefinverbund.
Dnes Böhlen, stejně jako sousední město Zwenkau, těží z nově vzniklého regionu Neuseenland, kde se staré povrchové doly mění v obrovská jezera.